# Genderen
Genderen is een dorp  in de gemeente Altena in de Nederlandse provincie Noord-Brabant. Tot 1 mei 1923 was het een zelfstandige gemeente. Het is gelegen op de noordoever van de Bergsche Maas en is een benedendorp in het Land van Heusden. Het dorp heeft 1.715 inwoners (1 januari 2023).
Tot 8 mei 1819 heette de gemeente Eethen, Genderen en Heesbeen. Aansluitend tot 1 augustus 1908 Heesbeen, Eethen en Genderen, in welke periode ook de niet officiële naam Heesbeen c.a. wel werd gebruikt. Van 1 augustus 1908 tot 1 mei 1923 heette de gemeente uitsluitend Genderen. Op die laatste datum ging de gemeente samen met Drongelen en Meeuwen op in de gemeente Eethen, welke in 1973 bij de fusiegemeente Aalburg werd gevoegd. Het gebied ten zuiden van de in 1904 voltooide Bergsche Maas kwam toen bij Heusden. Gedurende enkele maanden, van 19 september 1814 tot 10 februari 1815, viel deze gemeente niet onder de provincie Noord-Brabant, maar onder Zuid-Holland.

## Ligging en nabijgelegen kernen
Genderen ligt tussen Drongelen en Wijk en Aalburg. Nabijgelegen kernen zijn Drongelen, Eethen, Wijk en Aalburg en Heesbeen.

## Geschiedenis
De omgeving van Genderen was van de 1e tot de 3e eeuw reeds bewoond. Uit deze periode zijn aardewerkscherven gevonden.
De eerste schriftelijke vermelding van Genderen, als Gendoron, dateert van omstreeks 1100, toen deze naam werd geregistreerd in een document van het Vaticaan. Er bestond toen al een kapel, ongeveer op de plaats waar nu de toren van de Hervormde kerk zich bevindt. Later is er een kerk gebouwd waarvan het oudste nog bewaarde deel uit de 13e eeuw stamt. Deze kerk werd einde 16e eeuw door de Hervormden in gebruik genomen. In het kader van de Afscheiding van 1834 scheidde in Genderen het merendeel van de Hervormden zich af en zij vormden de basis voor de Gereformeerde Kerk aldaar. In 1847 emigreerde de afgescheiden dominee Hendrik Peter Scholte, die van 1833-1835 predikant van de hervormde gemeente van Genderen, Doeveren en Gansoyen was en aan de Afscheiding aldaar leiding gaf, met een groep volgelingen naar Pella in de Amerikaanse staat Iowa.
In 1944 werd het dorp vrijwel geheel verwoest door geallieerde beschietingen. De Bergsche Maas vormde namelijk de frontlinie tussen het bevrijde zuiden en het nog bezette noorden.

## Bezienswaardigheden

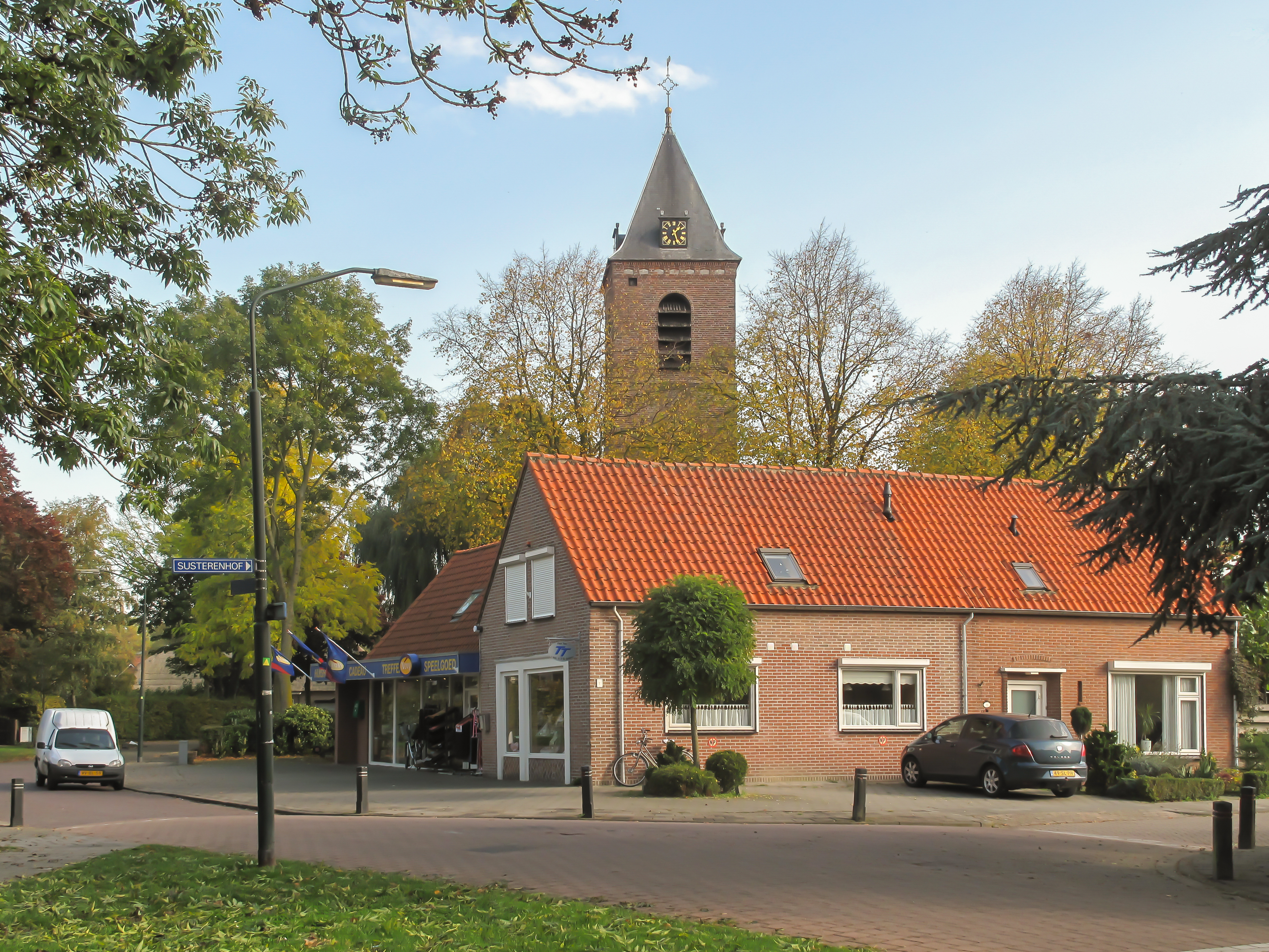
Genderen, kerktoren in straatzicht

- De Hervormde kerk Genderen[4] aan de Kerkstraat 29 bezit nog een 13e-eeuwse tufstenen onderbouw van de toren. Het schip en de bovenste verdiepingen van de toren werden in 1944 verwoest. Kerk en toren werden herbouwd en in 1953 weer in gebruik genomen. Enkel de onderbouw van de toren, met een koepelgewelf boven de ingang, kon weer in de oorspronkelijke staat worden hersteld. De nieuwe kerk en de bovenbouw van de toren werden ontworpen door A.J. van Asbeck.
- De oorspronkelijke Gereformeerde kerk Genderen[5] aan de Hoofdstraat werd gebouwd in 1865, maar in 1944 verwoest. Een nieuwe kerk, ontworpen door B. van Heijningen, werd in 1950 in gebruik genomen. De opvallende bakstenen kerk heeft als ingangspartij een soort trapgevel waarin zich glas-in-loodramen bevinden.
- De Schrikmolen is een roosmolen uit 1917 die gerestaureerd is in 2009
- Een T-boerderij aan de Meerhoek 22, uit 1809, met een bakhuisje uit ongeveer 1900
- Een boerderij van het Altenase dwarsdeeltype, aan Meerhoek 25

## Natuur en landschap
Genderen ligt op de noordoever van de Bergsche Maas.De omgeving bestaat voornamelijk uit grootschalig landbouwgebied op rivierklei. Direct ten oosten van Genderen bevindt zich een waterwingebied van Brabant Water. Dit bestaat uit 20 ha. jong loofbos en 12 ha. hooiland. Vanuit 17 putten, met een maximale diepte van 160 meter, wordt het water opgepompt. Het gebied is niet opengesteld voor het publiek.

## Economie
Landbouw en veehouderij zijn, als vanouds, belangrijke bestaansbronnen voor Genderen. De grootste industriële werkgever is Oerlemans Plastics BV. Dit bedrijf bestaat sinds 1966 en in de vestiging te Genderen werken zo'n honderd man. Er worden onder meer polyethyleenfolies vervaardigd voor tuinbouw en industrie. Het bedrijf heeft ook een vestiging in Giessen.

## Evenementen
- Zomerfeest, laatste week van augustus

## Verenigingen
- Oranjevereniging Juliana
- Muziekvereniging Excelsior
- HGJV (Hervormd Gereformeerde Jeugd Vereniging)
- Hengelsportvereniging De Bergse Maas
- Buurtvereniging De Driesprong

## Verkeer en vervoer
Genderen is bereikbaar vanaf de A59 en via de N283 en de N267.
Met het openbaar vervoer is Genderen bereikbaar per bus van Arriva met lijn 227 (Hank - Waalwijk) en lijn 228 (Almkerk - Wijk en Aalburg).